# Asthena candidata
Asthena candidata là một loài bướm đêm trong họ Geometridae.